# Hawk Lake
Hawk Lake ist ein See im kanadischen Territorium Nunavut, rund 1238 Kilometer westlich von Iqaluit.
Der See ist 1,1 Kilometer lang und einen Kilometer breit.